# إدوارد بيرس
إدوارد بيرس (بالإنجليزية: Edward Pearce)‏ هو سياسي نيوزلندي، ولد في 1832، وتوفي في 1922. انتخب عضو مجلس النواب النيوزيلندي.